# Atanycolus fulviceps
Atanycolus fulviceps är en stekelart som först beskrevs av Joseph Kriechbaumer 1898.  Atanycolus fulviceps ingår i släktet Atanycolus och familjen bracksteklar. Inga underarter finns listade.